# Tratado López de Mesa-Gil Borges
O Tratado López de Mesa-Gil Borges, oficialmente Tratado de Demarcação de Fronteiras e Navegação dos Rios Comuns entre a Colômbia e a Venezuela e extraoficialmente  como Tratado de Fronteiras de 1941, foi um acordo assinado entre os governos da Colômbia e da Venezuela sobre assuntos fronteiriços terrestres em 5 de abril de 1941 no município colombiano de Villa del Rosario, precisamente no Templo Histórico, pelos Ministros das Relações Exteriores da Venezuela, Esteban Gil Borges, e da Colômbia, Luis López de Mesa.

## Histórico
Depois de quase 60 anos de negociações sobre a demarcação da fronteira entre a Colômbia e a Venezuela (1881-1938), a assinatura do tratado de 1941 põe fim a este longo processo. Neste tratado, ambas as partes reconhecem que a fronteira foi totalmente demarcada, que as divergências em matéria de limites foram encerradas e que reconhecem como válido o trabalho de demarcação realizado pela Comissão de Demarcação de 1901, a Comissão de Peritos Suíços, e aquelas que aconteceram e aconteceriam a partir daquele momento, desde que fossem de comum acordo. A troca de ratificações deste acordo ocorreu em Caracas no dia 12 de setembro de 1941.
Este tratado concedeu soberania quase completa à Colômbia sobre a península de La Guajira e à Venezuela uma estreita margem a leste dela. Por sua vez, a Venezuela conseguiu recuperar a bacia do rio Sarare e o município de Rómulo Gallegos no estado de Apure, as selvas de Yavita no estado de Amazonas e a encosta oriental da Sierra de Perijá no estado de Zúlia, enquanto a Colômbia coube a encosta ocidental no departamento de Cesar. A Colômbia acessa a margem ocidental do rio Orinoco, que atualmente são os departamentos de Vichada e Guainía, a margem oriental do mesmo rio faz parte do estado do Amazonas da Venezuela.